# Narcoza azotului
Narcoza azotului, numită și beția adâncurilor, poate apărea, la scafandrul care respiră aer, încă de la adâncimea de 30 m.
Efectele azotului asupra organismului nu sunt suficient elucidate de către specialiști. Aceștia consideră că narcoza azotului este probabil similară cu efectele gazelor folosite la anestezie. Azotul poate avea un efect asemănător cu cel al oxidului de azot (gazului ilariant), dar ceva mai slab.

## Simptomele narcozei azotului
De la adâncimea de 30 m, narcoza azotului își face deja simțită prezența afectând capacitatea de gândire și de luare a deciziilor.
La adâncimea de 50 m, narcoza azotului se manifestă și prin apariția amețelii.
Peste adâncimea de 58 m narcoza azotului se poate manifesta prin vertije, stare de euforie uneori însoțită de o impresie falsă de mărire a forței musculare, de pierderea din ce în ce mai accentuată a instinctului de conservare, urmată în cazuri grave de pierderea cunoștinței, scafandrul fiind expus celor mai grave pericole.

## Prevenirea și tratarea narcozei azotului
Singura metodă de prevenire a narcozei azotului la scafandrul cu aer este aceea de a limita scufundarea la o adâncime la care presiunea parțială a azotului este mai mică decât valoarea limită.
Scafandrii avansați pot efectua scufundări până la maximum 58 m adâncime, în timp de scafandrii începători sau cu predispoziție mai ridicată la narcoză trebuie să-și limiteze scufundările la 40 m adâncime.
Predispoziția la narcoza cu azot variază de la individ la individ. Există mai mulți factori care pot micșora rezistența la narcoza azotului: 
- consumul de alcool
- oboseala
- excesul de CO2 acumulat în plămâni datorită unei respirații superficiale
- lipsa de experiență
- nervozitatea.

Oricare ar fi simptomele, ridicarea la o adâncime mai mică este metoda cea mai eficientă în tratarea narcozei cu azot. 

Urcarea către o adâncime mai mică va conduce la o diminuare a simptomelor sau chiar la dispariția totală a lor.

## Test al narcozei
Testul de narcoză este o probă de rezistență fiziologică la acțiunea azotului hiperbar, la care sunt supuși candidații la meseria de scafandru profesionist. 

Proba constă dintr-o scufundare simulată cu aer în barocameră un anumit timp la adâncimea de 80 m (9 bar sc. abs.), unde candidații trebuie să efectueze mai multe teste de îndemânare și raționament.